# شاطئ مرسى القصيبة
شاطئ مرسى القصيبة (بالفرنسية: Plage Marsa El Ksiba)‏، هو شاطئ يقع في مدينة بنقردان، ويعتبر الشاطئ الرئيسي للمدينة ويتميز بطول شريطه الساحلي الممتد على مسافة تفوق 2 كلم من السقالة إلى المصيف (مركز التربصات والإصطياف مرسى القصيبة). ويمتاز بتوافد المصطافين من المدن المجاورة وخاصة من مدينة تطاوين إضافةً إلى الأشقاء الليبيين.

## المرافق العامة
- مطعم ومقهى القلعة (فضاء للعائلات + فضاء ألعاب للأطفال).
- مطعم ومقهى المرسى (فضاء للعائلات + فضاء ألعاب للأطفال).
- مطعم ومقهى الفردوس (فضاء للعائلات + فضاء ألعاب للأطفال).
- 3 عربة طعام (Camion-restaurant) لبيع الدجاج المحمول و الأكلات الخفيفة والمثلجات.
- عدد من الأكشاك والعربات الصغيرة المتنقلة لبيع المثلجات والمياه والمشروبات والقطانية وغيرها.
- 2 عدد كرنيش للمصطافين ورواد الشاطئ.
- أماكن مخصصة لكراء الشمسيات (Les Parasols).
- أماكن مخصصة لكراء الخيام (Les Cabanes).

## الحماية المدنية والأمنية
- 3 نقاط قارة لحماية المدنية طيلة موسم الإصطياف.
- وحدات أمنية متجولة على طول الشاطئ.

## مقالات ذات صلة
- شاطئ بوقرنين
- شاطئ جنيّح
- شاطئ الكتف
- شاطئ الصٌلب

## وصلات خارجية
- الموقع الرسمي.